# Sis dies de Tolosa
Els Sis dies de Tolosa va ser una cursa de ciclisme en pista, de la modalitat de sis dies, que es va disputar a Tolosa de Llenguadoc (França). Només es va organitzar l'edició de 1906.

## Palmarès
| Any  | Primers                      | Segons                        | Tercers                               |
| ---- | ---------------------------- | ----------------------------- | ------------------------------------- |
| 1906 | Léon Georget · Émile Georget | Jean Gauban · Achille Germain | Georges Landrieux · Antoine Wattelier |